# Rajczykowizna
Rajczykowizna – przysiółek wsi Choroń w Polsce położona w województwie śląskim, w powiecie myszkowskim, w gminie Poraj.
W latach 1975–1998 miejscowość administracyjnie należała do województwa częstochowskiego.